# Кроуфорд (округ, Іллінойс)
Шаблон:StateAbbr_ 39°00′ пн. ш. 87°46′ зх. д. / 39° пн. ш. 87.76° зх. д.
Округ  Кроуфорд (англ. Crawford County) — округ (графство) у штаті  Іллінойс, США. Ідентифікатор округу 17033.

## Історія
Округ утворений 1816 року.

## Демографія
За даними перепису 
2000 року 
загальне населення округу становило 20452 осіб, зокрема міського населення було 8324, а сільського — 12128.
Серед мешканців округу чоловіків було 10586, а жінок — 9866. В окрузі було 7842 домогосподарства, 5447 родин, які мешкали в 8785 будинках.
Середній розмір родини становив 2,91.
Віковий розподіл населення поданий у таблиці:
| Стать    | До 15 років | 15-21 | 22-29 | 30-39 | 40-49 | 50-65 | 65-85 | Понад 85 |
| -------- | ----------- | ----- | ----- | ----- | ----- | ----- | ----- | -------- |
| Чоловіки | 1966        | 1114  | 1150  | 1677  | 1679  | 1609  | 1256  | 135      |
| Жінки    | 1807        | 886   | 796   | 1293  | 1407  | 1671  | 1676  | 330      |

## Суміжні округи
- Кларк — північ
- Салліван, Індіана — схід
- Нокс, Індіана — південний схід
- Лоуренс — південь
- Ричленд — південний захід
- Джеспер — захід

## Виноски
1. ↑  U.S. Decennial Census. United States Census Bureau. Архів оригіналу за 26 квітня 2015. Процитовано 4 липня 2014.
2. ↑  Historical Census Browser. University of Virginia Library. Архів оригіналу за 11 серпня 2012. Процитовано 4 липня 2014.
3. ↑  Population of Counties by Decennial Census: 1900 to 1990. United States Census Bureau. Архів оригіналу за 24 квітня 2014. Процитовано 4 липня 2014.
4. ↑  Census 2000 PHC-T-4. Ranking Tables for Counties: 1990 and 2000 (PDF). United States Census Bureau. Архів (PDF) оригіналу за 18 грудня 2014. Процитовано 4 липня 2014.
5. ↑  State & County QuickFacts. United States Census Bureau. Архів оригіналу за 6 червня 2011. Процитовано 4 липня 2014.(англ.) Наведено за англійською вікіпедією.
6. ↑  American FactFinder. Бюро перепису населення США. Архів оригіналу за 29 липня 2011. Процитовано 31 січня 2008.

| США | Це незавершена стаття з географії США. Ви можете допомогти проєкту, виправивши або дописавши її. |